# Tweede Kamerverkiezingen 1977/Kandidatenlijst/Lijst 18 (kieskring IX)
Dit is de naamloze kandidatenlijst 18 in kieskring IX (Amsterdam) voor de Tweede Kamerverkiezingen 1977. De lijst bestond uit slechts twee kandidaten.

## De lijst
1. Frans Jusia - 70 stemmen
2. Bernanda Jusia-Polver - 21

CDA · PvdA · VVD · PPR · CPN · D'66 · DS'70 · SGP · Boerenpartij · GPV · PSP · RKPN · DAC · Federatie Bejaardenpartijen Nederland · Partij van de Belastingbetalers · SP · NVU · Verbond tegen Ambtelijke Willekeur · Europese Conservatieve Unie · Lijst 18 (kieskring IX) · KENml · RPF · NMP · Lijst 22